# Dương Văn Thái (1970)
Dương Văn Thái (sinh ngày 22 tháng 07 năm 1970 quê quán ở xã Lam Cốt, huyện Tân Yên, Tỉnh Bắc Giang), hiện đang giữ chức Phó Bí thư Tỉnh uỷ kiêm Chủ tịch UBND Tỉnh Bắc Giang

## Tiểu sử
Ông Dương Văn Thái, sinh ngày 22/7/1970;
Quê quán: xã Lam Cốt, huyện Tân Yên, tỉnh Bắc Giang.
Trình độ học vấn: Tiến sỹ kinh tế.
Trình độ lý luận chính trị: Cao cấp. Ngày vào Đảng: 04/12/1995.
Quá trình công tác:
Từ tháng 10/1989 - 10/1992: Cán bộ Phòng Văn hóa thông tin - Thể dục thể thao thị xã Bắc Giang.
Từ tháng 10/1992 - 10/1998: Cán bộ, Phó Chi Cục trưởng Chi Cục Thuế thị xã Bắc Giang.
Từ tháng 11/1998 - 10/2001: Phó Trưởng phòng Quản lý thuế doanh nghiệp ngoài quốc doanh, Cục Thuế Tỉnh Bắc Giang.
Từ tháng 11/2001 - 02/2006: Phó Chi Cục trưởng, Chi Cục trưởng Chi Cục Thuế thành phố Bắc Giang.
Từ tháng 02/2006 - 9/2010: Phó Chủ tịch UBND thành phố Bắc Giang.
Từ tháng 10/2010 - 4/2014: Tỉnh ủy viên, Phó Bí thư Thành uỷ, Chủ tịch UBND thành phố Bắc Giang.
Từ tháng 5/2014 - 4/2015: Tỉnh ủy viên, Phó Chủ tịch UBND tỉnh Bắc Giang.
Từ tháng 5/2015 đến nay: Ủy viên Ban Thường vụ Tỉnh ủy, Phó Chủ tịch UBND tỉnh Bắc Giang.
Ngày 31/10/2019, tại Kỳ họp thứ 8, HĐND tỉnh Bắc Giang khóa XVIII đã bầu đồng chí Dương Văn Thái giữ chức Chủ tịch UBND tỉnh nhiệm kỳ 2016 - 2021.

## Khen thưởng
Trong thời gian công tác, đồng chí Dương Văn Thái đã có nhiều cống hiến, đóng góp quan trọng trong sự nghiệp xây dựng, phát triển KT-XH của tỉnh Bắc Giang.
Đồng chí đã được Nhà nước trao tặng nhiều danh hiệu cao quý: Huân chương Lao động hạng Ba, Bằng khen của Thủ tướng Chính phủ, nhiều Bằng khen của Bộ, ngành Trung ương và Chủ tịch UBND tỉnh.